# 常松之典
常松 之典（つねまつ ゆきのり、1915年11月14日 - 1980年5月10日）は、日本の微生物学者。東京大学医科学研究所の教授として、主にトキソプラズマの研究で知られている。医学博士。東京大学名誉教授。

## 生い立ち
1915年11月14日東京に生まれる。父は東京帝国大学を卒業し三菱重工で活躍した造船技師の常松四郎である
。武蔵高等学校に学び、水泳部に所属していた。東京帝国大学医学部を卒業し整形外科に入局するが、胸を患ったことで予防を志し伝染病研究所で研究の道に就いた。

## 業績
もともと伝染病研究所の第7研究部において髄膜炎菌や淋菌の研究に携わっていたが、1952年ごろから部長である長谷川秀治が着手したトキソプラズマの研究の中核を担った。これは日本におけるトキソプラズマおよびトキソプラズマ症の研究としては最初期に当たり、トキソプラズマの分離株第1号であるRH株を日本へ輸入したのも長谷川・常松らである。
一方で、淋菌の検出法や選択培地の開発なども行い、微生物系統保存施設の整備に尽力するなどしている。

## 略歴
特記なき場合『日本近現代医学人名事典』による。
- 1941年（昭和16年）3月 - 東京帝国大学医学部医学科を卒業、整形外科（高木憲次教授）に入局。
- 1943年（昭和18年）1月 - 伝染病研究所第7研究部（長谷川秀治教授）
- 1954年（昭和29年）1月 - 助教授（この間カリフォルニア大学ロサンゼルス校に留学）
- 1960年（昭和35年）4月 - 教授（1967年6月より医科学研究所細菌感染研究部に改称）
- 1976年（昭和51年） - 3月停年退官ののち、4月より帝京大学医学部教授（寄生虫学）
- 1980年（昭和55年）5月10日 - 心不全により逝去[7]

## 受賞
- 1968年、野口英世記念医学賞（松林久吉との共同受賞）[6]